# Emma Meisel
Emma Meisel, född 18 februari 1997 i Los Angeles, är en amerikansk skådespelare.
Meisel har bland annat medverkat i TV-serierna American Horror Story och Dr Doogie Kamealoha. Hon har även medverkat  filmen Vegas High.

## Filmografi (i urval)
- 2019 – American Horror Story (TV-serie)
- 2020 – Vegas High
- 2020–2023 – Dr Doogie Kamealoha (TV-serie)